# Flarkån, Bodens kommun
Flarkån är en å som rinner upp i Lappträsket i Norrbotten (Bodens kommun) och som via Övre Småträsket och Nedre Småträsket rinner ner till den stora sjön Yttre Hollsvattnet ca 2 mil nordväst om Boden. Flarkån är det viktigaste av Ljusåns källflöden.
Namnet kommer av ordet flark, som är en beteckning på ett slags sankmark.